# Preiļi
Preiļi (alemán: Prely; ruso: Прейли o antiguamente Прели) es una villa letona, capital del municipio homónimo.
A fecha de 1 de enero de 2016 tiene 7074 habitantes. La población está compuesta en un 54,4% por letones y en un 39,6% por rusos.
Es una de las localidades más antiguas del país. Se menciona por primera vez en 1250 y es villa desde 1928. Antes de la Segunda Guerra Mundial, los judíos formaban la mitad de la población local.
Se ubica cerca del centro del triángulo que forman Jēkabpils, Rēzekne y Daugavpils.